# Saison 1 de New York, section criminelle
Chronologie
Saison 2
Cet article présente la première saison de la série policière New York, section criminelle.

## Synopsis de la saison
Cette série met en scène une unité d'élite chargée d'enquêter sur des meurtres extrêmement violents en cernant la psychologie des meurtriers.

## Distribution Principale
- Vincent D'Onofrio : inspecteur Robert Goren
- Kathryn Erbe : inspecteur Alexandra Eames
- Jamey Sheridan : capitaine James Deakins
- Courtney B. Vance : substitut du procureur Ron Carver

## Invités
- Jake Weber : Carl Atwood (épisode 1)
- Dianne Wiest : Procureure Général Nora Lewin (épisode 1)
- Renoly Santiago : Chiggy Rios (épisode 4)
- Daniella Alonso : Angie Suarez (épisode 5)
- Griffin Dunne : Henry Talbot (épisode 5)
- John Doman : Roy Markham (épisode 6)
- Jerry Orbach : Lennie Briscoe (épisode 7)

## Liste des épisodes
1. Tous les moyens sont bons
2. La Toile maudite
3. La Dernière Soirée
4. Requiem pour un assassin
5. Le Bourreau des corps
6. L'Homme de trop
7. Disparition sur ordonnance
8. Dernier Recours
9. Chirurgie expéditive
10. La Mort au bout du couloir
11. Le Justicier de l'ombre
12. Passion fatale
13. Le Sens du devoir
14. Garantie familiale
15. Meurtre au tribunal
16. L'homme qui n'existait pas
17. Plaisirs défendus
18. Un cadavre encombrant
19. La Malédiction du livre
20. L'Insigne de la honte
21. Chantage sur Internet
22. Faux et usage de faux

### Épisode 1:Tous les moyens sont bons
- États-Unis : 30 septembre 2001 sur NBC
- France : 16 novembre 2002 sur TF1

- Jake Weber (Carl Atwood)
- Dianne Wiest (Procureur Général Nora Lewin)
- Michael Aranov (Avi)
- Patrick Boll (Justin Crane)
- Stuart Burney (M. Kersten)
- Gene Canfield (Inspecteur Cardenas)
- Kevin Hagan (Sgt Finley)
- Michele Hicks (Gia DeLuca)
- Michael H. Ingram (Liston)
- Paul Juhn (Artiste)
- Reade Kelly (Schindel)
- Ajay Mehta (M. Wahdi)
- Harry Peerce (Pierson)
- David Ross (Ziekovic)
- Neva Small (Mme Kersten)
- Lenny Venito (Jacob "Jake" Nathan)
- Fly Williams III (Sharif)

### Épisode 2:La Toile maudite
- États-Unis : 7 octobre 2001 sur NBC
- France : 16 novembre 2002 sur TF1

- Tomas Arana (Rudy Langer)
- Susan Blackwell (Joan Rhoden)
- Tom Bloom (Bernard 'Bernie' Jackson)
- Crystal Bock (Assistante)
- Lynn Cohen (Mina Cohen)
- Clifford David (Ralph Kozinski)
- Jay Devlin (Gary Payton)
- Matt Fischel (Owen Caffey)
- Linda Gehringer (Katherine Jackson)
- Pamela J. Gray (Maryanne Foster)
- Helen Harrelson (Janet Rocomora)
- Neal Hemphill (Casale)
- Tracy Howe (Martell)
- Elizabeth Marvel (Sylvia Moon)
- Toby Poser (Anne Ellis)
- John Scurti (Fred DeLuca)
- Barry Shurchin (Technicien médico-légal)
- Isiah Whitlock Jr (Inspecteur sur la scène de crime)

### Épisode 3:La Dernière Soirée
- États-Unis : 14 octobre 2001 sur NBC
- France : 14 septembre 2002 sur TF1

- Stephen Beach (Billy Coffey)
- Lou Bonacki (Anderson)
- Kathleen Chalfant (Priscilla Van Acker)
- Ramsey Faragallah (Randy)
- Larry Fleischman (M. Sloan)
- Ronald Guttman (Consul belge)
- James Hanlon (Larry Falls)
- Sean Martin Hingston (Dingo)
- Tracy Howe (Martell)
- Kristen Lee Kelly (Janice Falls)
- Beth Kucharczyk (Manx)
- Jerry Lanning (Rôle inconnu)
- Robert Levine (Juge Feist)
- John Leyman (Penzarella)
- Will Lyman (Roger Jameson)
- Les J.N. Mau (Young)
- Susan Misner (Becky Stark)
- Geoffrey Nauffts (Dale Van Acker)
- Harry Perdon (Greffier du tribunal)
- Peter Ratray (Carl Ralston)
- John Seidman (Dawson)
- Jonny Spanish (Butler)
- Susan Tabor (Lana Burgman)
- Manuel Terrin (Clark)
- Isiah Whitlock Jr (Inspecteur sur la scène de crime)

### Épisode 4:Requiem pour un assassin
- États-Unis : 17 octobre 2001 sur NBC
- France : 28 septembre 2002 sur TF1

- Patricia O'Connell (Mme Whitlock)
- Michael O'Keefe (Père Michael 'Mike' McShale)
- Michael Ornstein (Howard)
- Angela Pietropinto (Sœur Mary Agnès)
- Dana Reeve (Mélanie Grasso)
- Michael Rivera (Hector Rivera)
- Stuart Rudin (Ronnie)
- Renoly Santiago (Chiggy Rios)
- Roy Thinnes (Sheridan Beckworth)
- Jo Twiss (Marg Cleary)
- Jim Bracchitta (Jerold Spector)
- Williams H. Burns (Agent de police)
- Tom Cappadona (Todd)
- Rony Clanton (Slim Jim)
- Santo Fazio (Carlos Rios)
- Alex Feldman (Kevin Donovan)
- Stacy Highsmith (Clarissa Abernathy)
- Tracy Howe (Deckan)
- Joseph LaRocca (Garde)
- David Leary (Père Dali)
- Maria Leventis (Infirmière)
- Stephen McKinley Henderson (Morris Abernathy)
- Peter McRobbie (Père Capan)

### Épisode 5:Le Bourreau des corps
- États-Unis : 21 octobre 2001 sur NBC
- France : 7 septembre 2002 sur TF1

- Griffin Dunne (Henry Talbot)
- Daniella Alonso (Angie Suarez)
- Willis Burks II (Ralph Weathers)
- Angel Caban (Juan Casamayor)
- Diane Cossa (Beth Manne)
- David DeBeck (Inspecteur Wertz)
- Etya Dudko (Irina Konchalovsky)
- Jennifer Dundas (Dana Nolan)
- Craig Alan Edwards (Sgt Jakes)
- Barry Finkel (Dinovi)
- Tina Jones (Marie Rymer)
- Fay Ann Lee (Infirmière Tsiu)
- Carlos Molina (Inspecteur Tolliver)
- Patricia Rae (Tia)
- Matthew Rauch (Rand Bowlers)
- Caroline Strong (Anna Camacho)
- Thomas G. Waites (Mo Thurman)
- Karen Young (Denise Talbott)

### Épisode 6:L'Homme de trop
- États-Unis : 28 octobre 2001 sur NBC
- France : 14 septembre 2002 sur TF1

- Jan Austell (Quentin Randall)
- Peter Bartlett (Ferris)
- Ron Berglas (Samson)
- Maggie Burke (Erma)
- Gene Canfield (Inspecteur Cardenas)
- Jane Cecil (Hedda)
- Patricia Charbonneau (Sidney Markhan)
- Paul D'Amato (Mesci)
- John Doman (Roy Markham)
- Angélique Doudnikova (La servante)
- Bob Freschi (Le greffier du tribunal)
- Daniel Gerroll (Bernard 'Bernie' Cove)
- Tracy Howe (Léon)
- Walter Hudson (Jonathan Phelps)
- Guenia Lemos (Simone DeSilva)
- Neal Lerner (Cipriano)
- Robert Levine (Juge Feist)
- Alicia Levy (Charlotte)
- Denise Lute (Ida)
- Steven Marcus (Tom Santini)
- Donna Mitchell (Mindy Blackstone)
- Gabor Morea (Lattimore)
- Haviland Morris (Karen Cove)
- Dean Nolen (Rosenthal)
- Elizabeth Roby (Rochelle)
- Bonnie Rose (Eileen)
- Johnny Russo (Sammy Bell)
- Russ Salzberg (Little)
- Thomas Schall (Bascomb)
- Terry Serpico (Leslie Roche)
- Eric Thal (en) (Didier Foucault)
- Allie Woods (Latrice)

### Épisode 7:Disparition sur ordonnance
- États-Unis : 11 novembre 2001 sur NBC
- France : 26 octobre 2002 sur TF1

- Madison Arnold (Harold Malloy)
- Beth Bailey (Annie)
- Lynda Baquero (Journaliste Télé)
- Susan Bruce (Colleen Braxton)
- Spencer Chandler (Dr Garnette)
- Erik Frandsen (Montaldo)
- Anita Gillette (Lorretta Marlin)
- Margaret Goodman (Mme Taylor)
- Kate Hampton (Caroline Singer)
- Marc Damon Johnson (Derrick Alton)
- Robert Levine (Juge Feist)
- Jesse L. Martin (Inspecteur Eddie Green)
- Brian McCormick (Dr Deane)
- Robin Miles (Megan Tracewell)
- Jerry Orbach (Inspecteur Lennie Briscoe)
- Stephanie Roth Haberle (Mme Berkowitz)
- J. Smith-Cameron (Trudy Palmeranski)
- Robert Stoeckle (Dr Walter Anderson)
- Myra Lucretia Taylor (Amanda June)

### Épisode 8:Dernier Recours
- États-Unis : 18 novembre 2001 sur NBC
- France : 21 septembre 2002 sur TF1

- Polly Adams (Jacqueline Roscoe)
- Ismail Bashey (Patel)
- Frank Bonsangue (Mike)
- Kevin Breznahan (en) (Lewis)
- Kate Burton (Stéphanie Thomas Ufland)
- Louis Cancelmi (en) (Phil)
- John E. Cariani (Perry)
- Kevin Carolan (Bill)
- Kevin Carroll (Greg Genereet)
- Steve Cell (Dipello)
- Michael DeNigris (Arthur)
- Julia Gibson (Maureen)
- Michael Goodwin (McGowan)
- John Heard (Larry Wiegert)
- Kristi Kirk (Latanya)
- Bill Kocis (Isaacs)
- Walt MacPherson (Rolle Fitzgerald)
- Jack McCormack (Rawley)
- Delores Mitchell (Sandra Genereet)
- Kristine Nielsen (Linda Basinger)
- Dennis Paladino (M. Salazzo)
- Claywood Sempliner (Lowry)
- Matt Servitto (Derek Fried)
- Mary Stout (Cynthia)
- Annette Tapert (Louise)
- Denise Wilbanks (Sarah)
- Mark Zimmerman (Richard Ufland)

### Épisode 9:Chirurgie expéditive
- États-Unis : 25 novembre 2001 sur NBC
- France : 2 novembre 2002 sur TF1

- Andoni Anastasse (Warren D'Alacoasta)
- Joe Bacino (Dave)
- Penny Balfour (Lisa Voight)
- Cynthia Darlow (Eleanor Barish)
- Jean De Baer (Rôle non précisé)
- Camilla Enders (Infirmière Honig)
- Bill Fairbairn (Burbage)
- Ken Garito (Dan Corley)
- Harriett Hall (Secrétaire)
- Donna Hanover (Lauren Barbera)
- Robert J. Hogan (Juge Albert Scholl)
- Brian Hyman (Armand)
- Cullen O. Johnson (Milton Barish)
- Robert Knepper (Dr Peter Kelmer)
- Holly Natwora (Lacey)
- Peggy Pope (Brenda Hodge)
- David Derek Rogers (Murray)
- Slava Schoot (Turkovic)
- Haynes Thigpen (Jarman)
- Christopher Wynkoop (Rudd)
- Barbara Garrick (Jennifer Barish)

### Épisode 10:La Mort au bout du couloir
- États-Unis : 9 décembre 2001 sur NBC
- France : 7 septembre 2002 sur TF1

- David Aaron Baker (Edward Sternman)
- Caprice Benedetti (Irène)
- Lothaire Bluteau (Rick Zainer)
- Lizzy Cooper Davis (Opératrice)
- Don Creech (Colin Flynn)
- Peter Jay Fernandez (Cabezas)
- Sean Gullette (Ken Christopher)
- Wai Ching Ho (Jane Yu)
- B.J. Jones (Berger)
- Ayelet Kaznelson (Louise Zainer)
- Amy Korb (Serveuse)
- Peter Maloney (Robert Lewis)
- Chiara Mangiameli (Aricelli DiMarco)
- George Martin (Harry Sternman)
- Marilyn Matarrese (Sandy Liston)
- Laila Robins (Kit Sternman)
- Frank Senger (Palnik)
- Tyna Tyler (Secrétaire)
- Bill Walsh (Pompier)

### Épisode 11:Le Justicier de l'ombre
- États-Unis : 6 janvier 2002 sur NBC
- France : 5 octobre 2002 sur TF1

- Marsha Dietlein Bennett (en) (Laura Carlson)
- Nesbitt Blaisdell (M. McCleish)
- Leo Burmester (Lorne Cutler)
- Michael Countryman (Dr Léo Cavella)
- Ken Foreman (Ouvrier métallurgiste)
- Paulina Gerzon (Josie)
- Linda Halaska (Susan)
- Ronald Lew Harris (Le portier)
- Earl Hindman (Le shérif)
- Christine Jones (Mme Griscom)
- Maggie Lacey (Judy)
- A. D. Miles (en) (Zach)
- Ernest Mingione (Sergent)
- Taylor Patterson (Ruthie)
- Joan Rosenfels (Nesmith)
- Tracy Sallows (Marie Cavella)
- Phyllis Somerville (Mme McLeish)
- Robert Stanton (Dennis Griscom)
- Richard Topol (L'avocat de Cutler)
- Eric Wippo (Employé)

### Épisode 12:Passion fatale
- États-Unis : 13 janvier 2002 sur NBC
- France : 28 septembre 2002 sur TF1

- Seth Barrish (Bouchom)
- Reathel Bean (Cziller)
- Reed Birney (Stillman)
- Dashiell Eaves (Le serveur)
- Christine Farrell (Arlène Shrier)
- Jason Fuchs (Ricky Feldman)
- John Joseph Gallagher (Employé)
- Catrina Ganey (Jamie Scavalo)
- Traci Godfrey (Valérie Pesche)
- Peggy Gormley (Juge Victoria Colby)
- Lauren Gott (Lauren)
- Michael Gross (Dr Charles Webb)
- Julie Halston (Propriétaire de la galerie)
- Jim Jacobson (Max Healy)
- Lydia Grace Jordan (Sophie Feldman)
- David Lansbury (Michael Stovic)
- Danny Maseng (Dr Larry Feldman)
- Sally Mayes (Brenda)
- Jason Moscartolo(Policier)
- Joe Paparone (Thomas Lucci)
- Joel Rooks (Scott Freiden)
- Stephanie Seymour (Sarah Lindstrum)
- J.K. Simmons (Dr Emil Skoda)
- Jenna Stern (Julie Feldman)
- Patrick Tovatt (Juge Phillip Bastone)
- Ricky Ullman (Premier Garçon)
- John C. Vennema (Adamson)
- Rebecca Wisocky (Technicienne médico-légal)

### Épisode 13:Le Sens du devoir
- États-Unis : 27 janvier 2002 sur NBC
- France : 21 septembre 2002 sur TF1

- Nicole Alifante (Crystal)
- Chris Cenatiempo (Frank Ventura)
- Jarlath Conroy (Concierge)
- Robert Funaro (Vinny Russo)
- Meg Gibson (Rôle non précisé)
- Marty Grabstein (Pomerantz)
- Jonathan Hadary (Hall Richmond)
- Dan Mason (Jack Whitfield)
- Eric Millegan (Eddie Dutton)
- Michael Mulheren (en) (Gary Wallis)
- Ian O'Malley (Journaliste)
- Aleksa Palladino (Lilly Carlyle)
- Del Pentecost (Technicien médico-légal)
- Eddie Pepitone (Greffier du tribunal)
- Elizabeth Reaser (Serena Whitfield)
- Andre Royo (Riley)
- Dennis Ryan (Technicien médico-légal)
- Tom Stechschulte (Frank Wagner)
- Craig Walker (Pete)
- Rick Warner (Juge Gordino)

### Épisode 14:Garantie familiale
- États-Unis : 3 mars 2002 sur NBC
- France : 12 octobre 2002 sur TF1

- Jay Boryea (Other Serb)
- Angela Bullock (Harkam Fereli)
- Jordan Charney (Melvyn Colter)
- James Colby (Lucas Colter)
- Ritchie Coster (Simon Matic)
- Jordan Gelber (Phil)
- Marianne Hagan (Susan Colter)
- C. Kavanagh Harris (Rick)
- Selenis Leyva (Isabella Costas)
- Stephi Lineburg (Maggie Colter)
- Harry S. Murphy (Gene Sterling)
- Andrew Pang (Kenneth Shen)
- Frank Pellegrino (en) (Carl Pettijohn)
- Mimi Quillin (Danila Swinton)
- Joe Richards (Inspecteur Marinoff)
- Suzanne Shepherd (en) (Joan, la belle-mère)
- Jerry Shulman (Roy Rose)
- Bailey Slattery (Sarah Coulter)
- Alberto Vazquez (Nicky Torres)

### Épisode 15:Meurtre au tribunal
- États-Unis : 10 mars 2002 sur NBC
- France : 2 novembre 2002 sur TF1

- Sharon Angela (Connie)
- Tanya Berezin (Lenore Hirschman)
- Fred Berman (Raymond)
- Mel Boudrot (Henry Brown)
- George DiCenzo (Juge Raoul Sabatelli)
- Claudia Fielding (Marie Duvall)
- Dan Frazer (Mac McNeal)
- Fiona Gallagher (Dawn Cox)
- Tony Hendra (Editeur de Sabatelli)
- Chance Kelly (Officier du tribunal #1)
- Bruce MacVittie (Arnie Cox)
- Jacqueline Murphy (Emily Trudeau)
- Michael Murphy (Juge Peter Blakemore)
- Sally Parrish (Lara Trudeau)
- D.L. Shroder (Marty Guber)
- Don Stephenson (Bernard Sweet)
- Tom Tammi (Jess Litten)

### Épisode 16:L'Homme qui n'existait pas
- États-Unis : 17 mars 2002 sur NBC
- France : 12 octobre 2002 sur TF1

- Cara Buono (Charlotte Fielding)
- Craig Chester (Thor)
- Michael Emerson (Gerry Rankin)
- Brooke Smith (Tessa Rankin)
- Andrew Fiscella (Frank Caspari)
- Jason Butler Harner (Bob)
- Tyrone Mitchell Henderson (Vince)
- Robert Donlon Kelly (Inspecteur Valdez)
- Ronobir Lahiri (Dr Singh)
- Marissa Matrone (Connie)
- Nathan Perez (Carlos)
- Loukas N. Skipitaris (M. Demetrios)
- Lindsay Andretta (Natalia Rankin)
- Richard Thomsen (Jack Rankin)
- Paul Tiesler (Jason Rankin)

### Épisode 17:Plaisirs défendus
- États-Unis : 21 mars 2002 sur NBC
- France : 5 octobre 2002 sur TF1

- Jenny Bacon (Dr Cathleen Dwyer)
- Alison Bartlett (Allison Dean)
- Marcus Chong (John "Johnny" West)
- John Fiske (Inspecteur Stegman)
- Wayne Gurman (Gardien de la prison de Rikers)
- Jack Gwaltney (Kevin Reddick)
- Mike Hodge (en) (Munoz)
- James Naughton (Dr Roger Buckman)
- Mélanie Nicholls-King (Chesley Barnes)
- Joel Rooks (Meyer)
- Adriana Sevan (Rosa Dern)
- Miguel Sierra (Delgado)
- Kelli Simpkins (Amy)
- Stewart Steinberg (Juge Bardsley)
- Katheryn Winnick (Karyn Barrett)
- Jade Wu (Irène Chang)

### Épisode 18:Un cadavre encombrant
- États-Unis : 14 avril 2002 sur NBC
- France : 19 octobre 2002 sur TF1

- Allison Daugherty (Kathy McLellan)
- Johanna Day (Anne Lippman)
- Mary Diveny (Mme Gambi)
- Ray Garvey (Sgt Borden)
- Kathleen Goldpaugh (Janet Rawlings)
- Helen Hanft (Ruth Cohen)
- Kevin Mambo (Hemmerick)
- Frank Medrano (Pete Koliko)
- Scott Nicholson (Agent de police)
- Justin Silver (Gardner)
- Danton Stone (Rick Morrissey)
- Jim True-Frost (Jay Lippman)
- Ed Vassallo (Mike Heskey)
- Tim Warmen (Elden Green)
- Colleen Werthmann (Maureen Morrissey)
- Ray Wills (Brill)
- Kelly Wolf (Sally Colton)

### Épisode 19:La Malédiction du livre
- États-Unis : 21 avril 2002 sur NBC
- France : 26 octobre 2002 sur TF1

- Veanne Cox (Martha Strick)
- Martin Moran (L'éditeur d'Ilana)
- David Thornton (Kenny Strick)
- Damian Young (George Tate)
- Alla Kliouka : Ilana Yushka
- Antonia Rey : Maggie Mendez

### Épisode 20:L'Insigne de la honte
- États-Unis : 28 avril 2002 sur NBC
- France : 9 novembre 2002 sur TF1

- Mark Casella (Ronnie Jakes)
- Donnie Casler (Billy Sherwood)
- Lawrence Clayton (Munson)
- Robert Clohessy (Phil Legrand)
- Viola Davis (Terry Randolph)
- Susie Essman (Secrétaire de Sherwood)
- Jason Flores (Écolier)
- Micki Grant (Pauline)
- David Healy (Mel)
- Aaliyyah Hill (Simone)
- Tracy Howe (Declan)
- Jack Koenig (Ron Sherwood)
- Mary McCann (Mandy Sherwood)
- Michael McCormick (Hinman)
- Christopher McGovern (Lecteur)
- S. Epatha Merkerson (Anita Van Buren)
- James E. Moriarty (Donner)
- Kevin Nagle (Arliss)
- Mark Nelson (Mancuso)
- Peter Patrikios (Agent de police Johnston)
- Beulah Quo (Cecilia Wang)
- Sebastian Sozzi (Benito)
- James Williams (Agent de police Morris)

### Épisode 21:Chantage sur Internet
- États-Unis : 28 avril 2002 sur NBC
- France : 9 novembre 2002 sur TF1

- Cyndi Coyne (Trixie)
- Mia Dillon (Barb Windemere / Erica)
- Polly Draper (Christine Wilkes)
- Christopher Durham (Jerry Lafferty)
- Steven Michael Harper (Assistant de police)
- Guiesseppe Jones (Len Jenkins)
- Dariush Kashani (Attul)
- Adam LeFevre (Toby Windemere)
- Philip LeStrange (Inspecteur Abramson)
- Sal Mistretta (Jacobs)
- Remak Ramsay (Douglas Lafferty)
- Bill Raymond (M. Green)
- Matthew Sussman (David Cantler)
- Marianne Tatum (Carol Lafferty)
- Victor Truro (Murray)
- Sondra Wymar (Nina)

### Épisode 22:Faux et usage de faux
- États-Unis : 10 mai 2002 sur NBC
- France : 19 octobre 2002 sur TF1

- Bruce Altman (Jack Crawley)
- Victor Arnold (Nelson)
- Catherine Brophy (Pia Winnett)
- Jennifer Michelle Brown (Jennifer Dawson)
- Terianne Falcone (Ouvrier sur le chantier)
- Billy Griffith (Ouvrier sur le chantier)
- Amy Hargreaves (Karyn Miller)
- Tracy Howe (Declan)
- Cindy Katz (Elizabeth Dawson)
- Jinn S. Kim (Harold Lin)
- Chuck Lewkowicz (Le voisin)
- Michael Luggio (Inspecteur Elsworth)
- Logan McCall (Le pompier)
- Linda Miller (Agent de police Douglas)
- Charles J. Musumeci (George Venturelli)
- Elisabeth Noone (Avocate de Dawson)
- Ali Reza (Michael Gergen)
- Mark Schulte (Le pilote)
- Andrea Sooch (Anna Wikzemsky)
- John Stanisci (Employé)
- James Starace (Agent de police)
- Robin Swid (Jamie)
- Felicia Taylor (Journaliste)
- Dan Ziskie (Walter Troy)